# پیتر وایت
پیتر وایت (انگلیسی: Peter Wight؛ زادهٔ ۱۹۵۰) یک هنرپیشه اهل بریتانیا است. وی از سال ۱۹۷۸ میلادی تاکنون مشغول فعالیت بوده‌است.
از فیلم‌ها یا برنامه‌های تلویزیونی که وی در آن نقش داشته است می‌توان به بابل، غرور و تعصب، رحم، کفاره، سیزده روزسیزده روز، نگاه عشق، تعدی بر ما و آقای ترنر اشاره کرد.